# Zain Issaka
Zain Issaka (イサカ ゼイン Issaka Zain, sinh ngày 29 tháng 5 năm 1997) là một cầu thủ bóng đá người Nhật Bản thi đấu ở vị trí hậu vệ cho câu lạc bộ Montedio Yamagata tại J2 League.

## Danh hiệu

### Câu lạc bộ
- J1 League: 2021